# King's Medal for Courage in the Cause of Freedom
La King's Medal for Courage in the Cause of Freedom est une médaille britannique, créée le 23 août 1945 et distribuée à partir de 1947.
Elle est destinée aux civils, agents de renseignement et membres de filières d'évasions, essentiellement non britanniques, qui, durant la Seconde Guerre mondiale, ont aidé les militaires et sujets britanniques, et alliés, à échapper à l'ennemi en les abritant, les hébergeant, les soignant, et en leur faisant passer la zone de démarcation.
Elle a également pour objet d’honorer des Britanniques qui ont effectué des travaux dangereux pour la cause d'autres Britanniques, ou d’alliés, pendant la guerre.
La même médaille existe, sans la nécessité d’avoir œuvré « au péril de sa vie » : King's Medal for Service in the Cause of Freedom.

## Descriptif
La médaille, de 36 mm de diamètre, est en argent.
Le côté face porte l’inscription « GEORGIVS VI D: G: BR: OMN: REX ET IMP INDIAE: » et un portrait du roi George VI, vu de gauche.
Côté pile, la médaille porte l'inscription « King’s Medal of COURAGE in the Cause of Freedom » gravée sur cinq lignes. Le mot courage est inscrit en lettres capitales. L'inscription est entourée d’une chaîne.
La médaille est accompagnée d’un ruban blanc à bords rouge, orné en son centre de deux étroites bandes bleues.

## Titulaires
Selon Abbot et Tamplin, auteurs de l’ouvrage British Gallantry Awards, il n'existe pas de liste nominative de titulaires, et les attributions n’ont fait l’objet d’aucune publication dans le London Gazette (équivalent du Journal officiel français).
Ils estiment cependant, selon les indications fournies par la Chancellerie des Ordres britanniques avec laquelle ils entretenaient des liens privilégiés, à 3 200 le nombre de personnes distinguées par la remise de cette médaille, essentiellement des civils et des agents du BCRA.

### Belges
Harold Charles d'Aspremont Lynden, Adolphe Cnudde, Gaston Constant, Célestin Evrard, Jean Franckson, Alice Itterbeek, Antoine Jooris, Marie-Thérèse Jooris (épouse Woronoff), José Lambert, Victor Michel, Léon Verbois.

### Français
Parmi les titulaires identifiés se trouvent 23 Compagnons de la Libération : André Boulloche, François Boquet, Charles Cliquet, Marcel Darnet, Michel Lévèque du réseau Alliance[réf. nécessaire], André Dammann, Ernest Gimpel, André-Jean Godin, Pierre Guilhemon, Georges Guingouin, André Jamme, Robert Kaskoreff, Emile Laffon, René Leduc, Yves Le Garrec, Huguette Mangenot, Stanislas Mangin, Robert Masson, Jean Netter, Noël Palaud, Pierre Rateau, Tibor Revesz-Long, Jean Rousseau-Portalis, Gaston Tavian, Gabriel Thierry, Edgard Tupët-Thomé et Roger Wybot.
Sont également titulaires de la King's Medal for Courage in the Cause of Freedom : Monique de Bissy, Patrice Bougrain-Dubourg, Marie Chamming's, Monique Corblet de Fallerans née Livry-Level, Bernard Cournil, Pierre Culioli, Jean Eschbach (Capitaine Rivière), René Fanget, Pauline Gabrielle Gaillard, André Girard, Gaston Hèches, Sœur Aimée de Malestroit (Yvonne Beauvais), Clément Meis, Pierre Morel, Déodat du Puy-Montbrun, Annette Sauerbach, René Savatier, Jean Senneville, Roger Taillefer et René Weiser. 
Ainsi que les « compagnons du 8 novembre » 1942, fondateurs du Cercle Géo Gras, qui ont activement préparé et participé au débarquement allié à Alger, l'opération Torch, dont Emile Atlan, Charles Bouchara, André Temime, Henri Moullis.
Ainsi que Rose Colmant qui logea et nourrit un groupe de sept hommes du 2e Régiment S.A.S. du 20 septembre au 4 octobre 1944, alors que des troupes allemandes étaient cantonnées dans un autre endroit de sa ferme pendant la plus grande partie de cette période, et ce au péril de sa vie.

## Pour approfondir